# Eysenhardtia spinosa
Eysenhardtia spinosa är en ärtväxtart som beskrevs av Asa Gray. Eysenhardtia spinosa ingår i släktet Eysenhardtia och familjen ärtväxter. Inga underarter finns listade i Catalogue of Life.